# Can Poi del Bosc 15
Can Poi del Bosc és un edifici del municipi de la Garriga (Vallès Oriental) inclòs en l'Inventari del Patrimoni Arquitectònic de Catalunya.

## Descripció
Masia interessant pel tractament unitari amb riquesa material i artística. Té la tradicional estructura de la masia, façana apuntada per teulada a dues vessants. Davant la façana hi ha un ampli pati tancat. A la façana principal hi ha tres finestres conopials i a una d'elles hi ha esculpides en relleu quatre cares. Els dos portals d'entrada són d'arc de mig punt adovellat, a una de les claus hi ha un escut amb la inscripció "INR 1570". A la planta pis, orientada a ponent, hi ha una galeria oberta amb arcs de mig punt fent cantonades.

## Història
La primera notícia que tenim dels antics habitants de la casa és de l'any 1282, any en què trobem citat A Benat des Poy. L'edifici està situat al bell mig de la urbanització "Can Poy del Bosc". Al costat hi ha Can Manel.